# Stabilimento FIAT di Rivalta
Lo stabilimento FIAT di Rivalta, costruito in località Tetti Francesi (Rivalta di Torino), a circa 10 chilometri dallo stabilimento FIAT Mirafiori, iniziò a produrre nella seconda metà del 1967 il nuovo modello Fiat 128.
A partire dal 1978, con la produzione della Fiat Ritmo, a Rivalta la FIAT installò per prima nel mondo i suoi sistemi di innovazione tecnologica e automazione Robogate che rivoluzionarono alcune fasi fondamentali della lavorazione in fabbrica di autovetture. Il moderni sistemi Robogate furono impiegati a Rivalta nel corso degli anni ottanta e novanta anche per la produzione della Fiat Uno (dal 1983) e della Fiat Tipo (dal 1987).
L'edificio è topograficamente collocato più vicino alla città di Piossasco, dalla quale dista poco più di 2 chilometri, rispetto al comune dalla quale ha preso la denominazione. Il complesso industriale è diviso dalla strada provinciale Orbassano/Piossasco.
In conseguenza della grave crisi industriale del gruppo FIAT all'inizio degli anni duemila, lo stabilimento di Rivalta, che negli anni di massimo sviluppo impiegava oltre 18.000 lavoratori, è stato completamente disattivato nel 2002 e ha cessato la produzione; attualmente nel vecchio sito industriale è presente un centro logistico di Mopar per la fornitura di componenti per autoveicoli.

## Storia
Nel breve periodo di tre anni, dal 1968 al 1971, lo stabilimento raggiunse i 18.000 occupati tra operai ed impiegati. Il primo modello nato alla Fiat Rivalta fu la Fiat 128, di cui si arrivò presto a produrne più di 1.800 al giorno e, in parallelo, i primi modelli della Fiat 130. Negli anni a seguire furono prodotti altri modelli come, di seguito, riportati.

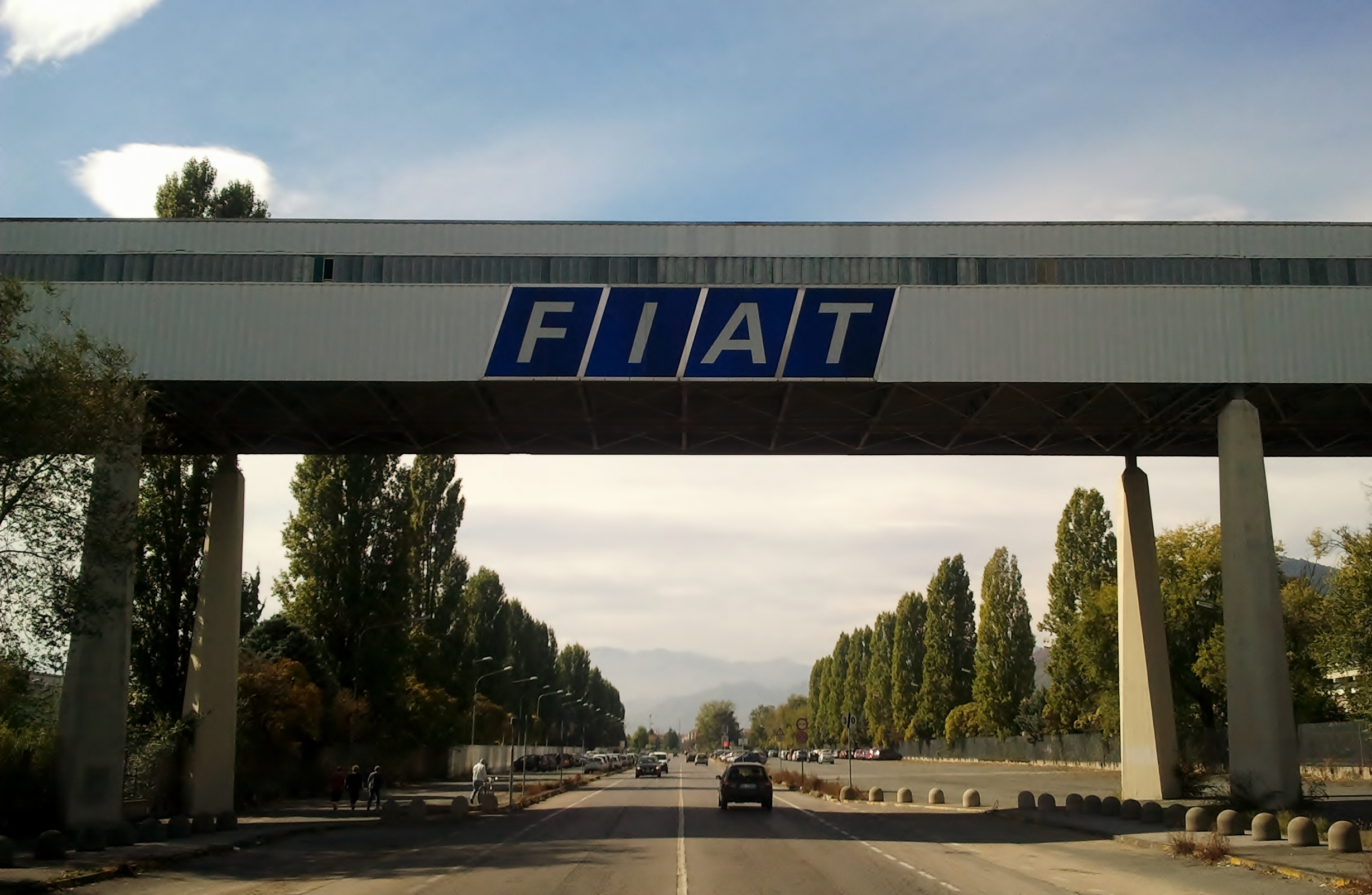
Passerella pedonale di collegamento dell'ex stabilimento Fiat Rivalta. Il simbolo è stato rimosso

L'insediamento produttivo partì da un fabbricato destinato alla lavorazione meccanica (assemblaggio delle sospensioni di quasi tutti i modelli Fiat). Nel breve periodo di un anno furono costruite ulteriori strutture destinate all'assemblaggio delle scocche, alla lastratura, alla verniciatura ed alla finitura delle autovetture. I fabbricati, per le ultime due lavorazioni, furono edificati nella parte opposta della suddetta strada provinciale divisoria. Un convogliatore aereo, attraversando la strada, assicurava il collegamento di tutte le linee di montaggio in senso bilaterale. Tutti gli altri collegamenti, pedonali quanto via gomma, erano rimandati ad un tunnel sotterraneo. Nel 1973 si costruì, in soluzione di continuità ed abbinato alla linea di lastratura, un'altra grossa struttura industriale destinata ad ospitare le grandi presse: queste ultime ritenute inadeguate al vecchio posto operativo (vicinanza dei fabbricati civili in zona Mirafiori).
Nel 1978, dopo anni di sperimentazione, Rivalta insieme a Cassino furono gli stabilimenti FIAT dove venne installato il Robogate, il sistema di robot progettato da Comau che automatizzò i processi di saldatura delle scocche e di assemblaggio di parti della carrozzeria e dei motori, consentendo inoltre di produrre sulla stessa linea autovetture di dimensioni differenti.
Dal 2002 parte dello stabilimento in disuso (per l'esattezza l'Unità Operativa di Montaggio) è stato riqualificato ed organizzato per la produzione di componenti destinati alla Fiat Avio, azienda già controllata dal Gruppo Fiat che, successivamente, fu scorporata in due aziende: una spaziale (Avio), ed una aeronautica venduta insieme allo stabilimento alla General Electric, prendendo il nome di Avio Aero.
Il polo stampaggio verrà venduto alla nuova società Turinauto che produrrà in esternalizzazione le scocche per le autovetture del gruppo Fiat le cui linee di produzione vengono trasferite nello stabilimento di Mirafiori. Resta attivo il reparto di produzione dei sistemi sospensioni appartenente alla Magneti Marelli.
Nel febbraio 2018 viene annunciata la riutilizzazione dello stabilimento di Rivalta da parte del gruppo Fiat Chrysler Automobiles, tramite il deposito presso il comune locale di un progetto che prevede lo sviluppo in tre anni di una area per un totale di 340000 metri quadri di cui 40000 dedicati alla costruzione di nuove strutture destinate alla logistica e ai ricambi del gruppo.
Nel novembre 2018 FCA comunica che lo stabilimento diventerà il quartier generale europeo di Mopar per la distribuzione di ricambi nella zona EMEA. Dal 2020, con il termine dei lavori, lo stabilimento FIAT di Rivalta diventa ufficialmente stabilimento Mopar.

## Incremento demografico
L'insediamento dello stabilimento nella zona, sino allora prevalentemente di tipo rurale, ha determinato un notevole crescita della popolazione residente. Per esempio Rivalta è passata in pochi anni da 2.500 abitanti ad oltre 10.000, analogamente Piossasco è passato da 4.300 abitanti a quasi 10.000. La città più interessata, e forse impreparata, fu Torino che assistette all'esodo di massa di nuove forze lavorative, con rispettive famiglie, provenienti dal sud Italia.
 
La nuova massiccia comunità modificò radicalmente la struttura e le abitudini del territorio nonché le esigenze di scuole e servizi per la comunità.

## Modelli prodotti
Nel corso di oltre 30 anni della sua esistenza, lo stabilimento ha prodotto molti modelli della gamma FIAT, Lancia e Alfa Romeo: 
| Foto | Marca      | Modello           | Inizio produzione | Fine produzione |
| ---- | ---------- | ----------------- | ----------------- | --------------- |
|      | FIAT       | 128               | 1969              | 1983            |
|      | FIAT       | 124 Sport Coupé   | 1969              | 1975            |
|      | FIAT       | 124 Sport Spider  | 1969              | 1976            |
|      | FIAT       | Dino Coupé/Spider | 1966              | 1972            |
|      | FIAT       | Fiat Ritmo        | 1978              | 1987            |
|      | FIAT       | 130/130 Coupé     | 1969              | 1976            |
|      | Lancia     | Delta             | 1979              | 1993            |
|      | Lancia     | Prisma            | 1982              | 1989            |
|      | FIAT       | Uno               | 1983              | 1995            |
|      | FIAT       | Tipo              | 1993              | 1995            |
|      | Lancia     | K                 | 1994              | 2001            |
|      | Lancia     | Delta             | 1994              | 1998            |
|      | FIAT       | Bravo/Brava       | 1995              | 1997            |
|      | FIAT       | Marea             | 1997              | 1999            |
|      | Alfa Romeo | 166               | 1998              | 2002            |
|      | Lancia     | Lybra             | 1999              | 2002            |
|      | Lancia     | Thesis            | 2001              | 2002            |

Oltre ai modelli citati, nello stabilimento di meccanica fu concentrata la produzione delle sospensioni di tutte le autovetture FIAT.
Dal 1973, con il complesso delle grandi presse ivi insidiatosi, lo stabilimento contribuì alla produzione delle lamiere stampate per la maggior parte degli stabilimenti di carrozzeria.